# ГЕС Shuāngpái
ГЕС Shuāngpái (双牌水电站) — гідроелектростанція у центральній частині Китаю в провінції Хунань. Входить до складу каскаду на річці Xiaoshui, правій притоці Сянцзян, яка впадає до розташованого на правобережжі Янцзи великого озера Дунтін.
У межах проєкту річку перекрили бетонною контрфорсною греблею висотою 59 метрів та довжиною 311 метрів, яка утримує водосховище з об'ємом 690 млн м3.
Пригреблевий машинний зал станом на 1979 рік був обладнаний трьома турбінами потужністю по 45 МВт, які працювали при напорі у 43 метри та забезпечували виробництво 585 млн кВт·год електроенергії на рік. У 2009—2013 роках провели модернізацію, внаслідок якої потужність турбін довели до 50 МВт, що повинно збільшити виробітку на 60 млн кВт·год.
Комплекс обладнаний двоступеневим судноплавним шлюзом, котрий здатен обслуговувати 100-тонні баржі.